# بوشعيب الساوري
بوشعيب الساوري باحث أكاديمي متخصص في السرد والنص الرحلي، وناقد أدبي، وكاتب روائي، ومترجم مغربي مسهم في الحياة الثقافية المغربية.

## سيرة ذاتية
ولد بوشعيب الساوري في الأول من يناير 1973م بجماعة امطل إقليم سيدي بنور في المغرب، وحصل على الباكالوريا آداب عصرية سنة 1993م، وعلى دبلوم الدراسات الجامعية في الأدب العربي بكلية الآداب عين الشق في الدار البيضاء عام 1995م، والإجازة في الأدب العربي من نفس الكلية عام 1997م، ودبلوم الدراسات العليا المعمقة في الأدب العربي بكلية الآداب في الرباط عام 1999م، والإجازة في الفلسفة من نفس الكلية في موضوع: «جينيالوجيا السلطة لدى ميشال فوكو»، عام 2000م، وشهادة الأهلية لتدريس الفلسفة عام 2004م، والدكتوراه في الآداب، في اللغة العربية وآدابها، في كلية الآداب بالرباط في موضوع: «الرحلة والنسق بحث في تشكل النص الرحلي رحلة ابن فضلان نموذجاً»، عام 2005م. وهو رئيس الجمعية المغربية للباحثين في الرحلة، وسكرتير تحرير  مجلة سرود، في مختبر السرديات بكلية الآداب والعلوم الإنسانية بنمسيك الدار البيضاء. وعضو الهيئة الاستشارية لمجلة حوليات الآدب واللغات، في جامعة محمد بوضياف بالمسيلة في الجزائر، وعضو اتحاد كتاب المغرب. وعضو لجنة تحكيم جائزة دار الحرف بالمغرب للرواية، دورة 2008م. وعضو لجنة تحكيم جائزة ديوان العرب بمصر للرواية، دورة 2010م. وعضو لجنة تحكيم جائزة ديوان العرب بمصر للقصة القصيرة، دورة 2012م. وعضو لجنة تحكيم جائزة حورس للسرد العربي بالإسكندرية، عام 2014م. وناشط بمختبر السرديات بكلية الآداب والعلوم الإنسانية بنمسيك الدار البيضاء، كمنسق ومعد للعديد من الندوات الوطنية والدولية وكذا الكتب الجماعية.

## أعماله
في مجال الدراسات والنقد:
- «الرحلة والنسق، دراسة في إنتاج النص الرحلي، رحلة ابن فضلان نموذجا» عن دار الثقافة بالمغرب عام 2007م، الطبعة الثانية عن دار الرحاب بلبنان عام 2017م.
- «دراسة حول ابن شهيد: ابن شهيد بين الرغبة الفردية وإكراهات السياق الثقافي»، الطبعة الأولى عن دار الحرف بالمغرب عام 2007م، الطبعة الثانية عن منشورات دار النايا بسوريا عام 2013م.
- «رهانات روائية قراءات في الرواية المغربية»، عن منشورات جذور بالرباط عام 2007م.
- «من الحكاية إلى الرواية، بصدد العالم الروائي للميلودي شغموم»، عن منشورات جذور بالرباط عام 2008م.
- «التباس هوية النص، دراسة في تداخل الروائي والشعري»، عن منشورات دار النايا بسوريا عام 2012م.
- «صورة الآخر في رحلات عربية من القرن العاشر إلى القرن الواحد والعشرين»، عن منشورات دار النايا بسوريا عام 2014م.
- «الذات وصورها في الرواية العربية»، عن منشورات المدارس بالدار البيضاء عام 2016م.[1][2][3]

في الترجمة:
- «رحلة مراقب صحي إلى المغرب»، لإميل كيرن، ترجمة وتقديم، عن منشورات القلم المغربي بالدار البيضاء عام 2011م.
- «رحلة إلى المغرب: ست عشرة رسالة إلى أمي 1882م»، لايمانويل شلومبيرغر، ترجمة وتقديم، عن منشورات دار إفريقيا الشرق بالدار البيضاء عام 2014م.
- «رحلة داخل المغرب»، للدكتور ديكيجي، ترجمة وتقديم، عن منشورات دار النايا بسوريا عام 2014م.
- «من موكادور إلى بسكرة»، رحلات داخل المغرب والجزائر، لجيل لوكليرك، ترجمة وتقديم، عن دار الجمل ببيروت عام 2016م.
- «رحلة في اسرار بلاد المغرب»، لإتيان ريشي، ترجمة وتقديم، عن دار إفريقيا الشرق بالدار البيضاء عام 2016م.
- «كنت عبدا في المغرب»، لجاك فولي، عن منشورات القلم المغربي بالدار البيضاء عام 2017م.
- «المغرب بعيون أوربية»، مجموعة مؤلفين، عن منشورات إفريقيا الشرق بالدار البيضاء عام 2018م.
- «اثنتا عشرة سنة من الاستعباد رحلة أسيرة هولندية في بلاد المغرب 1731-1743م»، ماريا تير ميتلين، عن دار السويدي بالإمارات العربية المتحدة، ودار المتوسط ميلانو بإيطاليا عام 2018م.
- «في الدار البيضاء من 1 إلى 7 غشت 1907»، الدكتور فليكس بروني، تقديم علال الخديمي، عن منشورات القلم المغربي بالدار البيضاء عام 2019م.[1]

في الإبداع:
- رواية «غابت سعاد»، الطبعة الأولى، عن دار أسامة بالجزائر عام 2008م، الطبعة الثانية عن منشورات دار النايا بسوريا عام 2013م.
- رواية «إصرار»، عن دار الألمعية بالجزائر عام 2011م.
- رواية «حالات حادة»، عن منشورات نادي القلم المغربي بالدار البيضاء عام 2015م.[1][3]

كتب جماعية:
- «الهوية والتخييل في الرواية الجزائرية»، عن منشورات دار المعرفة بالجزائر عام 2008م.
- «أسئلة الحداثة في الرواية العربية»، عن منشورات رابطة أهل القلم في سطيف بالجزائر عام 2008م.
- «أوروبا في مرآة الرحالين العرب»، عن منشورات مركز ارتياد الآفاق بأبو ظبي عام 2009م.
- «صورة اسبانيا في مرآة الرحالين المغاربة»، عن منشورات مختبر السرديات بكلية الآداب بنمسيك عام 2011م.
- «أرض التعارف، صورة أوروبا، الحج، الرحلة المعاصرة»، عن منشورات مركز ارتياد الآفاق بأبو ظبي عام 2011م.
- «آداب وثقافات إفريقيا الخصوصيات المشتركة»، عن منشورات كلية الآداب بنمسيك في الدار البيضاء عام 2011م.
- «المحكي البولسي في الرواية العربية»، عن منشورات مختبر السرديات، كلية الآداب بنمسيك، عام 2012م.
- «الخيال العلمي في الرواية العربية»، منشورات مختبر السرديات، كلية الآداب بنمسيك، عام 2013م.
- «شعرية القصة القصيرة»، عن منشورات الاربعة ودار الأمان، بالرباط، عام 2014م.
- «فلسفة السرد»، منشورات الاختلاف والدار العربية للعلوم ودار الأمان، عام 2014م.
- «المحكي الروائي العربي، اسئلة الذات والمجتمع»، عن منشورات دار الالمعية بالجزائر عام 2014م.
- «الرواية والسفر، تقاطعات التخييلي والروائي»، عن منشورات مختبر السرديات بكلية الآداب بنمسيك في الدار البيضاء، عام 2015م.
- «أبحاث في الرواية العربية»، عن منشورات مختبر السرديات بكلية الآداب بنمسيك في الدار البيضاء عام 2015م.
- «معابر التخييل في التجربة السردية لمحمد غرناط»، تنسيق وتقديم، عن منشورات نادي القلم المغربي، بالدار البيضاء عام 2017م.
- «أدب الرحلة ملتقى عيون الأدب العربي»، عن منشورات جمعية النجاح للتنمية الاجتماعية بالعيون عام 2017م.
- «مليكة مستظرف فراشة السرد المغربي»، عن مقاربات للنشر والصناعات الثقافية، بفاس عام 2017م.
- «النص والصدى؛ قراءات في رواية طريق الغرام لربيعة ريحان» (تقديم)، عن مقاربات للنشر والصناعات الثقافية، بفاس عام 2017م.
- «بلاغة الخطاب التاريخي»، عن منشورات كنوز المعرفة، بالأردن عام 2018م.
- «الهوية والحلم في الرواية المغربية»، عن منشورات فالية، بني ملال عام 2018م.[1][3]

الدراسات والمقالات:
- «فتنة السرد والنقد، محاولة في نقد النقد»، مجلة كتابات معاصرة اللبنانية، العدد 48، عام 2002م.
- «رواية الأقلف: من أجل الاقتراب من الآخر»، مجلة البحرين الثقافية الفصلية، العدد 40، عام 2004م.
- «الخيال العلمي في الرواية المغربي»، مجلة فصول، مجلة النقد الأدبي،(مجلة علمية محكمة) القاهرة، العدد 71، عام 2007م.
- «مفارقة التلقي والإنتاج في الرواية البوليسية العربية»، مجلة فصول مجلة النقد الأدبي، (مجلة علمية محكمة) القاهرة، العدد 76، عام 2009م.
- «الحكاية الشعبية من التوظيف إلى المساءلة مجلة معارف»، (مجلة ثقافية علمية فكرية محكمة)، يصدرها المركز الجامعي البويرة، العدد الرابع أبريل عام 2008م.
- «من الإفادة إلى الإمتاع .. دراسة مقارنة لرسالتي أبي دلف»، مجلة رحال، القاهرة، العدد الأول، غشت 2007م.
- «بناء الشخصية الروائية في رواية كتاب الأسرار لإبراهيم سعدي»، مجلة الثقافة، تصدر عن وزارة الثقافة بالجزائر، العدد 20، يوليوز 2009م.
- «تداخل الروائي بالشعري»، مجلة الملتقى، مراكش، العدد 24 يناير-فبراير 2011م.
- «بلاغة السخرية في رواية راس المحنة»، مجلة ورقات مغاربية، في تونس، العدد 2، 2011م.
- «بلاغة التقابل في رواية الرماد الذي غسل الماء»، مجلة ورقات مغاربية، في تونس، العدد 2، عام 2011م.
- «إشكالية الانتقال من المفهوم إلى المصطلح»، مجلة مقاليد، كلية الآداب والعلوم الإنسانية، في ورقلة، بالجزائر، العدد 2، دجنبر 2011م.
- «تخييل الجسد واستشكاله: الكتابة بالجسد»، مجلة كتابات معاصرة اللبنانية، العدد 83، عام 2012م.
- «من عنف الذاكرة إلى فوضى السرد»، مجلة كتابات معاصرة اللبنانية، العدد 85، عام 2012م.
- «تخييل الثورة في الرواية الجزائرية»، مجلة الموروث، جامعة مستغانم، الجزائر، العدد 2، ماي 2013م.
- «من عنف الهوية إلى عنف السرد»، مجلة كتابات معاصرة اللبنانية، العدد 88، عام 2013م.
- «صورة السقوط في رواية، ترمي بشرر»، مجلة البحرين الثقافية الفصلية، العدد 71، عام 2013م.
- «الهوية من الالتباس إلى الانتفاض»، مجلة كتابات معاصرة اللبنانية، العدد 92، عام 2014م.
- «من عدمية الواقع إلى انتفاء الذات»، مجلة البحرين الثقافية الفصلية، العدد 76، عام 2014م.
- «صورة الغير بين قوة المرئي وتشويش الذهني»، مجلة كلية الآداب والعلوم الإنسانية فاس (مجلة علمية محكمة)، السنة السادسة والثلاثون، العدد 20، عام 2014م.
- «وظائف العتبات النصية، مجلة علامات في النقد»، جدة، السعودية، المجلد 20 العدد 80، عام 2014م.
- «رحلة في تشييد الهوية»، مجلة اللغة والأدب، جامعة الجزائر 2، (مجلة علمية محكمة)، العدد 24، عام 2015م.
- «الغير وسيطا لمعرفة الأنا»، مجلة تبين للدراسات الفكرية والثقافية، الدوحة: المركز العربي للأبحاث ودراسة السياسات، مجموعة 4، عدد 15، عام 2016م.
- «فائض الانفعالات في الطرف المرتحل»، مجلة نزوى عمان العدد 86، عام 2016م.
- «البناء التخييلي في الحكاية الشعبية»، مجلة الثقافة الشعبية، الإمارات العربية المتحدة، العدد 35، شتنبر 2016م.
- «أزمة الهوية في موت مختلف»، مجلة رواية، بغداد العراق، العدد الثاني عام 2017م.[1]

## الجوائز
- درع النقد الأدبي لمجلة ديوان العرب الإلكترونية عام 2007م.[3][4]
- تكريم من قبل جمعية مدرسي اللغة العربية بطانطان في 8 ماي 2010م.[1]
- تبني جائزة ابن بطوطة لأدب الرحلة، التي يمنحها مشروع ارتياد الآفاق بالمركز العربي للأدب الجغرافي.[1]